# Mercy (Yonne)
Mercy es una localidad y comuna francesa situada en la región de Borgoña, departamento de Yonne, en el distrito de Auxerre y cantón de Brienon-sur-Armançon.

## Demografía
| 96 | 127 | 133 | 151 | 167 | 151 | 144 | 146 | 142 | 115 | 131 | 124 | 108 | 100 | 98 | 91 | 80 | 87 | 93 | 86 | 75 | 68 | 75 | 77 | 79 | 87 | 79 | 63 | 56 | 68 | 75 | 74 | 73 |
| Para los censos de 1962 a 1999 la población legal corresponde a la población sin duplicidades (Fuente: INSEE [Consultar]) |     |     |     |     |     |     |     |     |     |     |     |     |     |    |    |    |    |    |    |    |    |    |    |    |    |    |    |    |    |    |    |    |